# Banana's Maxi Disco
Banana's Maxi Disco fou una discoteca del Romaní, al terme de Sollana, en actiu entre els anys 1987 i 2013.
Va obrir el 1987 amb el nom Macro Disco Palace, adoptant el nom de Banana's dos anys després. Amb una mitjana de 8.000 visitants en el moment de màxima assistència, disposava de tres sales, amb un gran jardí, i un aparcament que arribà a congregar a 15.000 persones.
L'empresa posà un tren nocturn des de l'Estació del Nord a disposició dels seus assistents. El 2013, l'Ajuntament de Sollana va retirar-li la llicència en acumular deutes de 20.000 euros.